# FreeS/WAN
FreeS/WAN，名稱來自於自由安全廣域網路（英語：Free Secure Wide-Area Networking）的縮寫，一個自由軟體專案，在Linux平台上實作了IPsec功能，希望能為網際網路提供机会性加密（Opportunistic encryption）功能。這個專案由約翰·吉爾摩提出，大多數時候由休·丹尼爾管理，主要的技術領導者為亨利·斯賓塞。1997年秋天，這個專案的程式碼在美國境外建立。
在2004年4月22日，釋出2.06版後，這個專案停止活動。在2.04版時，分支為Openswan、libreswan與strongswan。

## 外部連結
- FreeS/WAN專案網站（页面存档备份，存于）
- 專案文件（页面存档备份，存于）